# Dandyzm

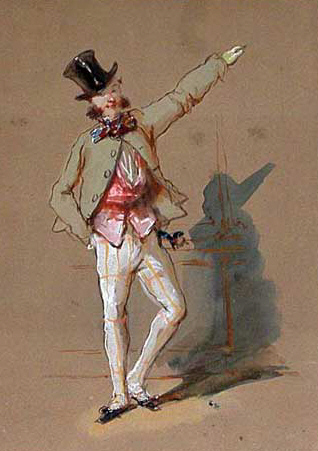
Dandys w Paryżu, akwarela Paula Gavarniego

Dandyzm – wyszukana, niekiedy przesadna, elegancja w sposobie bycia. Charakteryzuje się szczegółową dbałością o strój i nienaganne maniery, kurtuazją, oryginalnością zarówno w wyglądzie, jak i zachowaniu.
Dandyzm był w środowiskach artystycznych XIX wieku wyrazem buntu wobec mieszczańskiej rzeczywistości. Żywot dandysa prowadzili m.in. pierwszy dandys Beau Brummell, Zygmunt Krasiński, Alfred de Musset, George Gordon Byron, Charles Baudelaire, Juliusz Słowacki czy Oscar Wilde.